# آلپاویت (اهر)
آلپاویت یکی از روستاهای استان آذربایجان شرقی است که در دهستان بزکش بخش مرکزی شهرستان اهر واقع شده‌است.این روستا ۱۲۲ نفر جمعیت دارد.